# 湯沢市総合体育館
湯沢市総合体育館（ゆざわしそうごうたいいくかん）は、秋田県湯沢市にある総合体育館である。

## 概要
競技面積1,800㎡のアリーナ。平成19年開催の秋田わか杉国体ハンドボール競技の会場として使用された。周辺には湯沢市文化交流センター、湯沢文化会館、健康ドーム、ヘルシーパークなどがあり、湯沢市の文化活動、スポーツ活動の拠点となっている。

## アクセス
自動車
東北中央自動車道 湯沢インターチェンジから約2分